# Nkonkobe

Gemeindegebiet bis 2016

Die Gemeinde (Local Municipality) Nkonkobe war Teil des Distriktes Amathole, Provinz Ostkap in Südafrika. Sitz der Gemeindeverwaltung war Fort Beaufort.
Gemeinsam mit der damaligen Local Municipality Nxuba bildete dieser Verwaltungsdistrikt den Fort Beaufort Education District (deutsch etwa: Fort Beaufort Schulbezirk).
Auf dem Gebiet der ehemaligen Lokalgemeinde liegt der Campus einer land- und forstwirtschaftlichen Hochschule, des Fort Cox College of Agriculture and Forestry.
2016 wurde Nkonkobe mit Nxuba zur Gemeinde Raymond Nhlaba zusammengelegt.

## Städte und Orte
- Alice
- Balfour
- Fort Beaufort
- Hogsback
- Middledrift
- Seymour

## Demografie
Auf einer Fläche von 3724 km² lebten 127.115 Einwohner (Stand 2011). 